# Evgeny Velikhov
Evgeny Pavlovich Velikhov (Moscou, 2 de fevereiro de 1935 – 5 de dezembro de 2024; em russo: Евгений Павлович Велихов) foi um físico e líder científico da Federação Russa. Seus interesses científicos incluem física de plasma, lasers, fusão nuclear controlada, engenharia de energia e magnetohidrodinâmica (geradores MHD pulsados de alta potência). Ele foi o autor de mais de 1500 publicações científicas e uma série de invenções e descobertas.
Ele ocupou o cargo de presidente do Instituto Kurchatov (em homenagem a Igor Kurchatov) e primeiro secretário (chefe) da Câmara Cívica da Federação Russa. Ele foi membro da Academia Russa de Ciências e foi vice-presidente da Academia de Ciências da União Soviética.

## Morte
Velikhov residiu em Moscou até sua morte em 5 de dezembro de 2024, aos 89 anos.